# The Twisted Timeline of Sammy & Raj
The Twisted Timeline of Sammy & Raj (Sammy y Raj: viajeros del tiempo en Latinoamérica y Retorciendo el tiempo con Sammy y Raj en España) es una serie de animación británico-india creado por Jordan Gershowitz. Fue producida por Reliance Animation y la asociación con Viacom 18 y Nickelodeon International, y debutó por primera vez el 27 de diciembre de 2022 en Nicktoons Global, el estreno tuvo lugar en el Reino Unido el 9 de enero de 2023 en Nicktoons.
Se estrenó en España el 3 de julio de 2023 en Nickelodeon.

## Premisa
La serie sigue las aventuras que alteran la realidad de un par de primos-hermanos, Sammy y Raj, mientras hacen una pausa, rebobinan, avanzan rápido y se abren camino en cámara lenta hacia una gran cantidad de hazañas escandalosas que hacen reír a carcajadas con un misteriosa aplicación que altera el tiempo al alcance de su mano.

## Reparto
| Personaje       | Actor de voz     | Actor de doblaje              |
| --------------- | ---------------- | ----------------------------- |
| Sammy Gupta     | Nirvaan Pal      | Sergio Barbosa                |
| Raj Gupta       | Aidan Alberto    | Nicolás Cárdenas              |
| Tara Gupta      | Crina Shah       | Alejandra Pérez               |
| Kunal Gupta     | Rama Vallury     | Andrés Palacio                |
| Uma Gupta       | Rahnuma Panthaky | Shirley MarulandaAlix Ramírez |
| Chachi Priyanka | Nazia Chaudhry   | Eliana Romero                 |
| Chacha Neil     | Nardeep Khurmi   | Carlos Gutiérrez              |
| Malini          | Monisha Dadlani  | Mariana Buitrago              |
| Dadi Disha      | Rashmi Rustagi   | Carmen Franco                 |
| Dada Aman       | Ratnesh Dubey    | Mario Gutiérrez               |
| Hugo            | Ares Totolos     | David Gallego                 |
| Gabrielle       | Lily Resto       | Laura Román                   |

## Episodios
| N.º en serie | N.º en temp. | Título                                                                   | Estreno en Reino Unido | Estreno en Latinoamérica                           | Estreno en España   |
| --- | ------------ | ------------------------------------------------------------------------ | ---------------------- | -------------------------------------------------- | ------------------- |
| 1a (1) | 1a           | «Cumpleaños Salvado (LA)» «Birthday Do Over»                             | 9 de enero de 2023     | 13 de marzo de 2023                                | 3 de julio de 2023  |
| Sammy y Raj retroceden en el tiempo hasta el comienzo del cumpleaños de Sammy para organizar una fiesta para impresionar a sus amigos. - Nota: Estrenó en NickToons Global el 27 de diciembre de 2022.                                                                                              |              |                                                                          |                        |                                                    |                     |
| 1b (2) | 1b           | «A Guardar, a Guardar (LA)» «Chore Time»                                 | 10 de enero de 2023    | 13 de marzo de 2023                                | 3 de julio de 2023  |
| Sammy y Raj reciben tareas de limpieza y planean usar su aplicación para pasar el tiempo y jugar un videojuego hasta que los padres de Sammy lleguen a casa, pero todo sale mal. - Nota: Estrenó en NickToons Global el 27 de diciembre de 2022.                                                    |              |                                                                          |                        |                                                    |                     |
| 2a (1) | 2a           | «Estar o no Estar (LA)» «Out of the Loop»                                | 11 de enero de 2023    | 14 de marzo de 2023                                | 4 de julio de 2023  |
| Sammy y Raj usan su aplicación de tiempo y se saltan la noche de cine familiar para participar en una carrera de drones. - Nota: Estrenó en NickToons Global el 30 de diciembre de 2022. |              |                                                                          |                        |                                                    |                     |
| 2b (2) | 2b           | «Problema perruno (LA)» «A Dog Gone Problem»                             | 12 de enero de 2023    | 14 de marzo de 2023                                | 4 de julio de 2023  |
| Uma les pide a Sammy y Raj que bañen el cuerpo del perro a cambio de permiso para ir al cine a ver una película que tenían muchas ganas de ver. - Nota: Estrenó en NickToons Global el 30 de diciembre de 2022.                                                                                     |              |                                                                          |                        |                                                    |                     |
| 3a (1) | 3a           | «Adiós Sofá (LA)» «Sofa So Good»                                         | 13 de enero de 2023    | 15 de marzo de 2023                                | 5 de julio de 2023  |
| Tara les da a Sammy y Raj el doble deber de entrar a la habitación especial de invitados y sentarse en el sofá muy caro para los padres de Sammy. - Nota: Estrenó en NickToons Global el 28 de diciembre de 2022.                                                                                   |              |                                                                          |                        |                                                    |                     |
| 3b (2) | 3b           | «Demasiado Drama (LA)» «So Much Drama»                                   | 16 de enero de 2023    | 15 de marzo de 2023                                | 5 de julio de 2023  |
| Sammy y Raj se unen al musical de la escuela para obtener vistas para su canal y adelantar el tiempo para saltarse todos los ensayos. - Nota: Estrenó en NickToons Global el 28 de diciembre de 2022.                                                                                               |              |                                                                          |                        |                                                    |                     |
| 4a (1) | 4a           | «Todo sea por la Fiesta (LA)» «Going Clubbin’»                           | 17 de enero de 2023    | 16 de marzo de 2023                                | 6 de julio de 2023  |
| Sammy y Raj retroceden en el tiempo y dejan que Hugo gane un minigolf para poder invitar a Raj a su fiesta. - Nota: Estrenó en NickToons Global el 28 de diciembre de 2022. |              |                                                                          |                        |                                                    |                     |
| 4b (2) | 4b           | «Ego sobre tablas (LA)» «Totally Board»                                  | 18 de enero de 2023    | 16 de marzo de 2023                                | 6 de julio de 2023  |
| El día del skate que desafía a la muerte está llegando a la ciudad y Sammy finalmente tiene la oportunidad de demostrarle a Hugo que él no es el 'Tonto Sammy', pero para tener éxito debe asegurarse de estar en su mejor momento. - Nota: Estrenó en NickToons Global el 28 de diciembre de 2022. |              |                                                                          |                        |                                                    |                     |
| 5a (1) | 5a           | «Esperando a los invasores (LA)» «Invader Dim»                           | 19 de enero de 2023    | 17 de marzo de 2023                                | 7 de julio de 2023  |
| Sammy y Raj le hacen una broma a Tara y la convencen de que los extraterrestres están invadiendo la Tierra. - Nota: Estrenó en NickToons Global el 29 de diciembre de 2022. |              |                                                                          |                        |                                                    |                     |
| 5b (2) | 5b           | «Acalorados (LA)» «Getting Heated»                                       | 20 de enero de 2023    | 17 de marzo de 2023                                | 7 de julio de 2023  |
| Sammy y Raj se dirigieron al Palacio Polar para comprar batidos y quedar atrapados en la lucha por las codiciadas entradas para el lujoso y fresco complejo de batidos. - Nota: Estrenó en NickToons Global el 29 de diciembre de 2022.                                                             |              |                                                                          |                        |                                                    |                     |
| 6a (1) | 6a           | «Bollyflatulencia (LA)» «Bollyweird»                                     | 23 de enero de 2023    | 20 de marzo de 2023                                | 10 de julio de 2023 |
| Sammy y Raj intentan evitar que una estrella de Bollywood lance un nuevo éxito de baile que conquistará al mundo entero. - Nota: Estrenó en NickToons Global el 29 de diciembre de 2022. |              |                                                                          |                        |                                                    |                     |
| 6b (2) | 6b           | «El espia que me molesto (LA)» «The Spies Who Bugged Me»                 | 24 de enero de 2023    | 21 de marzo de 2023                                | 10 de julio de 2023 |
| Sammy y Raj intentan atrapar al hombre enmascarado que robó los manuscritos de la novela de Dada Aman. - Nota: Estrenó en NickToons Global el 29 de diciembre de 2022. |              |                                                                          |                        |                                                    |                     |
| 7a (1) | 7a           | «Huesos inquietos (LA)» «No Bones About It»                              | 25 de enero de 2023    | 22 de marzo de 2023                                | 11 de julio de 2023 |
| El monte se ha convertido en una zona de construcción. Sammy y Raj necesitan encontrar una manera de arreglar esto. - Nota: Estrenó en NickToons Global el 27 de diciembre de 2022. |              |                                                                          |                        |                                                    |                     |
| 7b (2) | 7b           | «Travesuras Infantiles (LA)» «Childish Antics»                           | 26 de enero de 2023    | 23 de marzo de 2023                                | 11 de julio de 2023 |
| Sammy tiene la vista puesta en una figura de acción, pero es costosa. Afortunadamente, Malini tiene el trabajo perfecto para ellos. - Nota: Estrenó en NickToons Global el 27 de diciembre de 2022.                                                                                                 |              |                                                                          |                        |                                                    |                     |
| 8a (1) | 8a           | «El nevagedon (LA)» «Snow Way to Win»                                    | 27 de enero de 2023    | 24 de marzo de 2023                                | 12 de julio de 2023 |
| Es un día de nieve y Sammy y Raj están listos para competir con sus trineos, pero cuando llegan al monte, Tara ya ha instalado el campamento. - Nota: Estrenó en NickToons Global el 30 de diciembre de 2022.                                                                                       |              |                                                                          |                        |                                                    |                     |
| 8b (2) | 8b           | «Talento gaseoso (LA)» «Causing Treble»                                  | 30 de enero de 2023    | 27 de marzo de 2023                                | 12 de julio de 2023 |
| Sammy, Raj y Dadi son una sensación musical, pero después de presentar un talento local, Raj se pone muy nervioso. - Nota: Estrenó en NickToons Global el 30 de diciembre de 2022. |              |                                                                          |                        |                                                    |                     |
| 9a (1) | 9a           | «Mal negocio (LA)» «Bad Business»                                        | 31 de enero de 2023    | 28 de marzo de 2023                                | 13 de julio de 2023 |
| Sammy y Hugo se postulan para presidente del Junior Business Club, pero cuando llegan los votos están empatados. - Nota: Estrenó en NickToons Global el 31 de diciembre de 2022. |              |                                                                          |                        |                                                    |                     |
| 9b (2) | 9b           | «Que aniversario (LA)» «Anniversorry»                                    | 1 de febrero de 2023   | 29 de marzo de 2023                                | 13 de julio de 2023 |
| La fiesta de aniversario de Dada y Dadi es al mismo tiempo que la noche de arcade. Los chicos deben encontrar la manera de estar en dos lugares a la vez. - Nota: Estrenó en NickToons Global el 31 de diciembre de 2022.                                                                           |              |                                                                          |                        |                                                    |                     |
| 10a (1) | 10a          | «Raksha Bandhan complicado (LA)» «A Very Rocky Rakhi»                    | 2 de febrero de 2023   | 30 de marzo de 2023                                | 14 de julio de 2023 |
| Es Raksha Bandhan, pero a Sammy no se le ocurre nada peor que pasar el día uniéndose a su hermana. - Nota: Estrenó en NickToons Global el 31 de diciembre de 2022. |              |                                                                          |                        |                                                    |                     |
| 10b (2) | 10b          | «El respaldo (LA)» «The Backup Plan»                                     | 3 de febrero de 2023   | 31 de marzo de 2023                                | 14 de julio de 2023 |
| Los chicos hacen una copia de seguridad de la aplicación para mantenerla segura. Desafortunadamente, un mal funcionamiento técnico hace que la aplicación se descargue en todos los teléfonos con el wifi de la casa. - Nota: Estrenó en NickToons Global el 31 de diciembre de 2022.               |              |                                                                          |                        |                                                    |                     |
| 11a (1) | 11a          | «Despiertame antes de que Hugo se vaya (LA)» «Wake Me Up Before Hugo Go» | 6 de febrero de 2023   | 1 de mayo de 2023                                  | 17 de julio de 2023 |
| Sammy y Raj esperan una noche tranquila, pero se sorprenden con la fiesta de pijamas de Hugo. |              |                                                                          |                        |                                                    |                     |
| 11b (2) | 11b          | «Abracaengaño (LA)» «Hoaxus Pocus»                                       | 7 de febrero de 2023   | 2 de mayo de 2023                                  | 17 de julio de 2023 |
| Los chicos se sorprenden al descubrir que Kunal tenía pasión por la magia cuando era joven. |              |                                                                          |                        |                                                    |                     |
| 12a (1) | 12a          | «Maquinas de Limpieza (LA)» «Clean Machines»                             | 8 de febrero de 2023   | 3 de mayo de 2023                                  | 18 de julio de 2023 |
| En el Día de la Madre, Sammy tiene el regalo perfecto para Uma: un robot que puede ayudar a toda la familia. |              |                                                                          |                        |                                                    |                     |
| 12b (2) | 12b          | «Locura en Linea (LA)» «I Scream For Livestream»                         | 9 de febrero de 2023   | 4 de mayo de 2023                                  | 18 de julio de 2023 |
| Los chicos están listos para ver un concierto transmitido, pero Malini está claramente decidido a estropear la diversión. |              |                                                                          |                        |                                                    |                     |
| 13a (1) | 13a          | «Un Diwali De Ciclón (LA)» «Diwali Folly»                                | 10 de febrero de 2023  | 5 de mayo de 2023                                  | 19 de julio de 2023 |
| ¡Es Día de la Independencia! Los Gupta están súper emocionados, pero cuando aparece la otra prima de Sammy, Jasmine, Raj de repente se ve excluido. |              |                                                                          |                        |                                                    |                     |
| 13b (2) | 13b          | «Un Robot Abrumador (LA)» «A Well-Toiled Machine»                        | 13 de febrero de 2023  | 8 de mayo de 2023                                  | 19 de julio de 2023 |
| Un torneo de Robot Wrestling ha llegado a la ciudad. Con la ayuda de Chacha Neil, el robot de Sammy y Raj será indestructible, ¿verdad? |              |                                                                          |                        |                                                    |                     |
| 14a (1) | 14a          | «A Explorar (LA)» «Scout It Out»                                         | 2 de mayo de 2023      | 9 de mayo de 2023                                  | 20 de julio de 2023 |
| ¡Sammy y Raj están en el viaje de campamento de su clase y Sammy está decidido a ganar su primera insignia de mérito! |              |                                                                          |                        |                                                    |                     |
| 14b (2) | 14b          | «Suerte La Próxima Vez (LA)» «Better Luck Next Time»                     | 3 de mayo de 2023      | 10 de mayo de 2023                                 | 20 de julio de 2023 |
| Cuando el primo de Dada, Vijay, envía sobres a todos los niños Gupta con monedas de rupias de la suerte adentro, Sammy se queda con un sobre vacío. |              |                                                                          |                        |                                                    |                     |
| 15a (1) | 15a          | «Una Admiradora no tan Secreta (LA)» «Not So Secret Valentine»           | 4 de mayo de 2023      | 11 de mayo de 2023                                 | 21 de julio de 2023 |
| Todos los Gupta adoran el Día de San Valentín, excepto Sammy, quien promete no dejarse atrapar por la festividad. Hasta... |              |                                                                          |                        |                                                    |                     |
| 15b (2) | 15b          | «El día libre de Sammy y Raj (LA)» «Sammy and Raj's Day Off»             | 5 de mayo de 2023      | 12 de mayo de 2023                                 | 21 de julio de 2023 |
| Sammy y Raj fingen estar enfermos para quedarse en casa y ver los campeonatos de dominó, pero fingir no va según lo planeado... |              |                                                                          |                        |                                                    |                     |
| 16a (1) | 16a          | «Sobrecarga de Juego (LA)» «Game Overload»                               | 8 de mayo de 2023      | 15 de mayo de 2023                                 | 24 de julio de 2023 |
| Sammy, Raj y Gabrielle se unen para el torneo de Caballeros de la Galaxia, pero ganar puede ser un desafío. |              |                                                                          |                        |                                                    |                     |
| 16b (2) | 16b          | «Holi-Adiós (LA)» «Holi Moli»                                            | 9 de mayo de 2023      | 16 de mayo de 2023                                 | 24 de julio de 2023 |
| ¡Es Holi! Los chicos están ansiosos por celebrar, pero cuando Malini decide ir a una fiesta solo para adolescentes, los chicos deben descubrir de qué se trata. |              |                                                                          |                        |                                                    |                     |
| 17a (1) | 17a          | «La Familia no es un Día de Campo (LA)» «Family is No Picnic»            | 10 de mayo de 2023     | 17 de mayo de 2023                                 | 25 de julio de 2023 |
| Es el día del juego familiar, pero mientras Kunal y Neil siguen enfrentándose, Sammy y Raj prometen no quedar atrapados en la competencia. |              |                                                                          |                        |                                                    |                     |
| 17b (2) | 17b          | «Sammy Dinamita, el Invicto (LA)» «The Undefeated Sammy Dynamite»        | 11 de mayo de 2023     | 18 de mayo de 2023                                 | 25 de julio de 2023 |
| Cuando Kunal les dice a los chicos que busquen un club después de la escuela, toman una decisión obvia: ¡LUCHA LIBRE! |              |                                                                          |                        |                                                    |                     |
| 18a (1) | 18a          | «Un Buen Tesoro (LA)» «For Good Treasure»                                | 12 de mayo de 2023     | 19 de mayo de 2023                                 | 26 de julio de 2023 |
| La clase de niños está en la playa, entrenándose para ser socorristas junior. Cuando de repente encuentran un mapa del tesoro... |              |                                                                          |                        |                                                    |                     |
| 18b (2) | 18b          | «Un nuevo comienzo (LA)» «A Clean Breakout»                              | 15 de mayo de 2023     | 22 de mayo de 2023                                 | 26 de julio de 2023 |
| ¡Los Gupta están teniendo una venta de garaje! ¡En toda la confusión, el teléfono de Sammy termina accidentalmente en la pila de donaciones! |              |                                                                          |                        |                                                    |                     |
| 19a (1) | 19a          | «Los Espíritus sólo quieren Divertirse (LA)» «Ghouls Wanna Have Fun»     | 16 de mayo de 2023     | 23 de mayo de 2023                                 | 27 de julio de 2023 |
| Los chicos han planeado la ruta perfecta de Halloween a los mejores dulces de la cuadra, hasta que Tara se une a ellos... |              |                                                                          |                        |                                                    |                     |
| 19b (2) | 19b          | «El Amargo Sabor del Éxito (LA)» «The Bitter Taste Of Success»           | 17 de mayo de 2023     | 24 de mayo de 2023                                 | 27 de julio de 2023 |
| ¡La compañía Chewberry Candy está organizando un concurso para encontrar el próximo dulce delicioso! Sammy y Raj tienen la entrada perfecta. |              |                                                                          |                        |                                                    |                     |
| 20a20b | 20           | «Conmoción en la Boda (LA)» «Wedding Daze»                               | 1 de mayo de 2023      | 25 de mayo de 2023 (120A)26 de mayo de 2023 (120B) | 28 de julio de 2023 |
| Cuando los niños rompen accidentalmente una reliquia familiar, deben encontrar una manera de arreglarla y ponerla fuera de peligro para siempre. ¿Pero cómo? ¡Ha estado en la familia durante décadas!                                                                                              |              |                                                                          |                        |                                                    |                     |

## Transmisión
La serie se anunció por primera vez el 2 de septiembre de 2020. La primera temporada de 20 episodios estaba originalmente programada para estrenarse en 2021. Los días 27 y 31 de diciembre de 2022 se emitieron por primera vez los primeros 10 episodios de la serie en Nicktoons Global (Alemania, Serbia y Arabia Saudí). En el Reino Unido, la serie se estrenó el 9 de enero de 2023 en Nicktoons. En Latinoamérica, la serie se estrenó el 13 de marzo de 2023 en Nickelodeon Latinoamérica. En España la serie estrenó el 3 de julio de 2023 mediante la señal de Nickelodeon España. En India, la serie se estrenó en Nickelodeon India el 15 de octubre de 2023.